# Équipe de Belgique de rugby à sept
Cet article traite de l'équipe masculine. Pour l'équipe féminine, voir Équipe de Belgique féminine de rugby à sept.
L'équipe de Belgique de rugby à sept est l'équipe qui représente la Belgique dans les principales compétitions internationales de rugby à sept.

## Historique
La première équipe belge de rugby à sept en Belgique, créé en 1989, s'appelle les « Fizzapapa's ». En 1997, la Fédération belge de rugby à XV voit la création en son sein d'une commission fédérale de rugby à sept mais l'équipe nationale est réellement, jusqu'en 2001, une équipe des « Fizzapapa's » composée, pour représenter la Belgique, de joueurs belges jouant habituellement dans cette équipe.
L'équipe rassemble les fils des joueurs, au moins juniors, dont les pères avaient pratiqué le rugby et dispute des rencontres amicales et des tournois en dehors des compétitions officielles.
Chaque « Fizzapapa's » est prié de jouer avec des bas aux couleurs du club auquel il appartient.
La ligne de conduite est de jouer à XV, à X ou à 7 en prenant des risques qui peuvent paraître parfois insensés, mais dont le but est avant tout de pratiquer un rugby séduisant et pétillant, afin de ravir l'assistance en même temps que son opposant.
Janvier 2002 jusqu'à décembre 2002 voit la fédération belge de rugby s'occuper de manière autonome de l'équipe nationale.
Janvier 2003 jusqu'à décembre 2010, la gestion de l'équipe nationale est confié aux dirigeants des Belgium Barbarians.
À partir de janvier 2011, voit la fédération belge de rugby s'occuper de manière autonome de l'équipe nationale.

## Palmarès
- 1991-1992: 1re participation à une phase finale qualificative pour la Coupe du monde de rugby à sept.

La Belgique a disputé le tournoi qualificatif de Catagne 7's en Sicile (Italie) du 29 mai au 31 mai 1992. 
17 nations se disputèrent les 4 places qualificatifs pour la coupe du monde de rugby à sept en Écosse (1993). 
Lors du 3e tour, La Belgique se hissa entre la 9e et la 12e place.
- 1995-1996: 2e participation à une phase finale qualificative pour la coupe du monde de rugby à sept.

La Belgique a disputé le tournoi qualificatif du Lisbonne 7's au Portugal du 1 au 2 juin 1996, qualificatif pour la coupe du monde de rugby à sept à Hong Kong (1997). Elle termine à la 9e place, à une place de la qualification directe.
- 2001-2002: 1re participation au championnat d'Europe de rugby à sept.
- 2005-2006: 13e place, au niveau du ranking FIRA/AER. Madrid 7s (manche du championnat européen): 1/2 finalistes de CUP (1re fois que la Belgique se qualifie pour la compétition CUP lors d'une manche du championnat européen). Sopot 7s (manche du championnat européen): Finaliste de Plate. La Belgique termine le championnat européen à une place d'une qualification pour le tournoi final européen. 6e place au championnat du monde des sports non olympiques à Séville (finaliste de la plate)[1].
- 2006-2007: Finaliste de PLATE lors de deux manches du circuit européen FIRA/AER 7's (Amsterdam 7's et Tbilissi 7's).
- 2007-2008: 11e place, au niveau du ranking FIRA/AER: Deux demi-finales de CUP lors de deux manches du circuit européen FIRA/AER 7's (Odense 7's et Ostrava 7's). Phase finale qualificative pour la coupe du monde de rugby à sept (12 meilleures nations européennes). La Belgique est qualifiée pour la première fois pour le tournoi final européen 2008 avec le Portugal, le Pays de Galles, l'Irlande, l'Espagne, la Russie, l'Italie, l'Ukraine, l'Allemagne, la Roumanie, la Pologne et la Géorgie.
- 2008-2009: Nancy 7's (vainqueur de la Coupe Gallé). Amsterdam 7's (Finaliste de la Heineken BOOT). Vainqueur de la Plate (Split 7's) et de la Bowl (Ostrava 7's) lors de deux manches du circuit européen FIRA/AER 7's
- 2009-2010: Nancy 7's (1/4 de finalistes de la CUP). Genève 7's (Vainqueur de la PLATE). Circuit européen FIRA/AER 7's: Finaliste de PLATE (Odessa 7's) et demi-finalistes de Plate (Sopot 7's).
- 2010-2011: 14e place, au niveau du ranking FIRA/AER.
- 2011-2012: 14e place, au niveau du ranking FIRA/AER. Participation à L'Algarve 7's pour la phase finale européenne qualificative pour Coupe du monde de rugby à sept 2013. La Belgique termine à la11e sur 12 équipes.
- 2012-2013: 13e place, au niveau du ranking FIRA/AER (Champion de division A) et montée dans le Seven's Grand Prix Series (12 meilleures nations européennes).
- 2013-2014: 6e place, au niveau du ranking FIRA/AER. La Belgique finit à la 6e place du Seven's Grand Prix Series 2014 derrière la France, l'Écosse, l'Angleterre, la Russie et l'Espagne et devant le Pays de Galles, la Géorgie, le Portugal, l'Allemagne, l'Italie et la Roumanie. Les 8 et 9 juin à Lyon, la Belgique finit 2e de la manche française derrière la France[2]. L’équipe nationale belge universitaire décroche la deuxième place lors de la Coupe du monde organisée au Brésil[3].
- 2014-2015: 8e place, au niveau du ranking FIRA/AER. Les 13 et 14 juin à Lyon, la Belgique finit 3e de la manche française du Seven's Grand Prix Series 2015 derrière la France et l'Espagne. Participation à la phase finale européenne qualificative pour le tournoi de repêchage inter-continental pour les Jeux Olympiques de 2016.
- 2015-2016: La Belgique finit à la 10e place du Seven's Grand Prix Series 2016.
- 2016-2017: 11e place européenne et descente en division A.
- 2017-2018: 14ème place, la Belgique termine 2ème du 2018 Rugby Europe Sevens Trophy
- 2018-2019: 15ème place, la Belgique termine 3ème du 2019 Rugby Europe Sevens Trophy
- 2019-2020: Compétition annulée à la suite de la COVID-19
- 2020-2021: 10ème place, la Belgique termine 2ème du 2021 Rugby Europe Sevens Trophy. Grâce, à sa 2ème place, la Belgique remonte au Seven's Grand Prix Series pour la saison 2021-2022.
- 2021-2022: 4ème place du 2022 Rugby Europe Sevens Championship Series, gràce à cette place, elle se qualifie pour les 2023 World Rugby Sevens Challenger Series – Men's tour
- 2022-2023: 9ème place du 2023 Rugby Europe Sevens Championship Series. La Belgique termine également 2ème du classement général du 2023 World Rugby Sevens Challenger Series – Men's tour et 5ème du Rugby sevens at the 2023 European Games

## Joueurs emblématiques
| - Guy Gérard (manager) - Bernard Deneyer (entraîneur) - Alan Wells (joueur & entraîneur de 1996 à 2002) - Yvan Luyten (entraîneur) - Thierry Massinon (manager de 2005 à 2010 - manager adjoint de 2001-2005) | - Alain Gérard - Jean-Michel De Meersman - Eric Poskin - Neil Massinon (joueur & entraîneur) | - David Nemsadze - Johann Bombaerts - Alexandre Van Pestel - Mathieu Verschelden | - Julien Berger - Gaspard Lalli - Vincent Hart - Jens Torfs - Charles Reynaert - Gillian Benoy - William Van Bost |